# Station Faubourg-d'Orléans
Station Faubourg-d'Orléans is een spoorwegstation in de Franse gemeente Romorantin-Lanthenay.